# 阿泽雷克斯
阿泽雷克斯（法語：Azereix，法語發音：[azəʁɛks]）是法国上比利牛斯省的一个市镇，属于塔布区。

## 地理
阿泽雷克斯（43°12'31"N, 0°0'29"W）面积15.2 平方千米，位于法国奧克西塔尼大區上比利牛斯省，该省份为法国西南部内陆省份，北至热尔省，西接大西洋比利牛斯省，南与西班牙接壤，东临上加龙省。
与阿泽雷克斯接壤的市镇（或旧市镇、城区）包括：伊博斯、热尔、瑞扬、卢埃、奥桑。
阿泽雷克斯的时区为UTC+01:00、UTC+02:00（夏令时）。

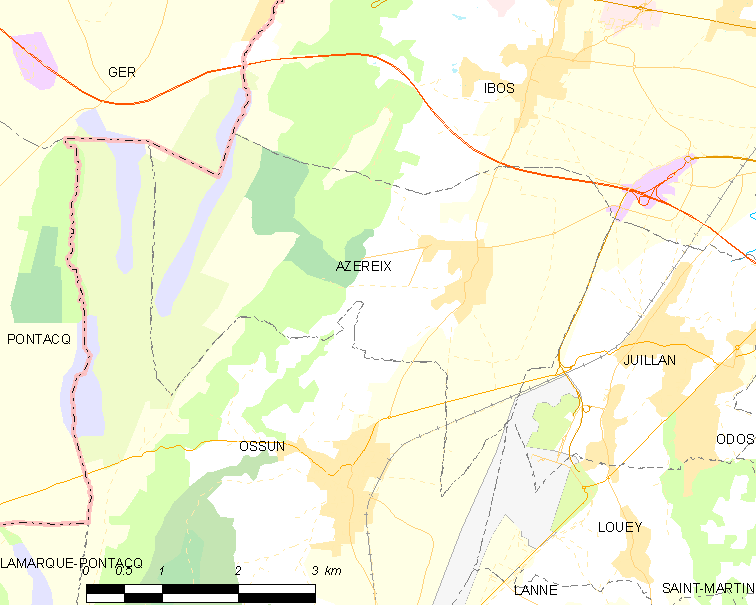
阿泽雷克斯的OSM定位图

## 行政
阿泽雷克斯的邮政编码为65380，INSEE市镇编码为65057。

## 政治
阿泽雷克斯所属的省级选区为奥桑县。

## 人口

1962-2008年间阿泽雷克斯人口变化图示

阿泽雷克斯于2022年1月1日时的人口数量为968人。